# Liste der Monuments historiques in Thonne-la-Long
Die Liste der Monuments historiques in Thonne-la-Long führt die Monuments historiques in der französischen Gemeinde Thonne-la-Long auf.

## Liste der Objekte
| Bezeichnung          | Beschreibung                                                             | Standort                       | Kennzeichnung | Schutzstatus | Datum | Bild |
| -------------------- | ------------------------------------------------------------------------ | ------------------------------ | ------------- | ------------ | ----- | ---- |
| Relief Taufe Christi | Holz, 18. Jahrhundert; 1995 gestohlen                                    | in der Kirche St-Martin (Lage) | PM55002406    | Inscrit      | 1979  |      |
| Uhrwerk              | 1876 von Edouard-Léon Henry-Lepaute und Paul-Joseph Henry-Lepaute gebaut | in der Kirche St-Martin (Lage) | PM55001320    | Classé       | 2000  |      |